# Herbert J. Walberg
Herbert John Walberg (* 27. Dezember 1937 in Chicago; † 6. Februar 2023) war ein US-amerikanischer Erziehungswissenschaftler, Psychologe und (zuletzt emeritierter) Hochschullehrer an der University of Illinois at Chicago. Er war ein distinguished visiting fellow an der Hoover Institution der Stanford University.

## Leben und Wirken
Walberg studierte erst an der Chicago State University und University of Illinois, dann an der University of Chicago bei Bruno Bettelheim sowie Benjamin Bloom und erwarb den Ph.D. 1964 in Pädagogischer Psychologie zum Selbstkonzept von Lehrern. Dann wurde er 1964 Assistant Professor an der Harvard University,  1970 ging er an die University of Illinois zurück, wo er bis zur Emeritierung lehrte.
Walberg entwickelte ein Modell der pädagogischen Produktivität, indem er Faktoren wie Fähigkeiten, Motivation, elterliche Unterstützung bestimmte, die den Lernerfolg von Schülern begünstigten oder hemmten. Über die Steuerung dieser variablen individuellen und sozialen Faktoren wie Klassenraumklima, häusliche Umgebung, Peer Group und Mediennutzung könne der Lernerfolg gesteuert werden, um z. B. die aufzuwendende Zeit von Lernern und Lehrern zu verringern oder in ihr mehr zu erreichen. Er verglich auch die Mathematikleistungen US-amerikanischer Schüler mit denen anderer Länder, die weniger Geld in Schulen investierten, und stellte ein Defizit zwischen historisch gewachsenem Aufwand und Ertrag fest. Die bildungspolitischen Schlussfolgerungen dafür lauten nach ihm: nicht noch mehr Geld in die aufgeblasenen staatlichen Schulen stecken, den Eltern ein Wahlrecht auf kleine, effektive private Schulen gewähren, lokale statt nationaler Kontrolle stärken. Das stand der Politik der Demokraten in Illinois völlig entgegen und gefiel ihren republikanischen Gegnern. Walberg wurde ein Berater des US-Bildungsministers William Bennett unter Präsident Ronald Reagan und Vorsitzender der Direktoren am marktwirtschaftlich orientierten Heartland Institute unter Joseph Bast, einer privat finanzierten Beratungsstelle in Chicago für Staaten und Journalisten (und wegen Abhängigkeit von Industriespenden mit sehr umstrittenen Positionen).
Walberg gab das Buch Radical Education Reforms heraus und schrieb 70 weitere Bücher über Themen wie Gründe und Effekte des Lernens, Unterrichtseffektivität, Bildungsmessung und Evaluation. Seine Artikel wurden auch in überregionalen Zeitungen wie Chicago Tribune, the Wall Street Journal, Washington Post verbreitet.
Walberg war von 1999 bis 2013 Mitglied von der jüdischen Koret Stiftung finanzierten Task Force zur K–12 Education, die sich für das strikte Einhalten von Leistungsstandards, ein Kerncurriculum, freie Schulwahl und Konkurrenz von Schulen einsetzte und zu der anfangs auch Diane Ravitch gehörte. Er gehörte dem National Board for Education Sciences und dem National Assessment Governing Board an. Er war gewähltes Mitglied (Fellow) der American Association for the Advancement of Science, der Royal Statistical Society (London), der American Psychological Association und der Australian Association for Educational Research. Zudem begründete er die International Academy of Education mit.

## Schriften
- Mit Joseph L. Bast: We Can Rescue Our Children (1988), ISBN 978-0-89803-160-7.
- Hrsg. mit Chester Finn: Radical Education Reforms. The Series on Contemporary Educational Issues, 1994, ISBN 978-0-8179-4951-8.[5]
- Education & Capitalism: How Overcoming Our Fear of Markets and Economics Can Improve America's Schools (2003), ISBN 978-0-8179-3972-4.
- Let’s Put Parents Back in Charge! (2005)
- School Choice: The Findings (2007), ISBN 978-1-933995-05-2.
- Advancing student achievement, Hoover Institution Press, 2009, ISBN 978-0-8179-4951-8.
- Tests, Testing, and Genuine School Reform, Hoover Institution Press, 2011, ISBN 978-0-8179-1354-0.

## Einzelbelege
1. ↑  Herbert J. Walberg Obituary. Smith-Corcoran Funeral Homes, abgerufen am 9. Februar 2023 (englisch).
2. ↑  Walberg's Theory Of Educational Productivity | ipl.org. Abgerufen am 28. Oktober 2022.
3. ↑  Harold Henderson: Education Heretic. chicagoreader, 5. Mai 1994, abgerufen am 28. Oktober 2022 (amerikanisches Englisch).
4. ↑  What is K-12 education? Abgerufen am 28. Oktober 2022 (englisch).
5. ↑  Chester E. Finn, Herbert J. Walberg: Radical Education Reforms. The Series on Contemporary Educational Issues. McCutchan Publishing Corporation, P, 1994, ISBN 978-0-8211-0509-2 (ed.gov [abgerufen am 28. Oktober 2022]).

| Personendaten    | Personendaten                                  |
| ---------------- | ---------------------------------------------- |
| NAME             | Walberg, Herbert J.                            |
| ALTERNATIVNAMEN  | Walberg, Herbert John                          |
| KURZBESCHREIBUNG | US-amerikanischer Pädagoge und Hochschullehrer |
| GEBURTSDATUM     | 27. Dezember 1937                              |
| GEBURTSORT       | Chicago                                        |
| STERBEDATUM      | 6. Februar 2023                                |